# Plentusia vendia
Plentusia vendia é uma espécie de gastrópode  da família Hygromiidae.
É endémica de Espanha.